# Chiesa di Sant'Antonio Abate (Pescantina)
La chiesa di Sant'Antonio Abate è una chiesa cattolica situata a Settimo, frazione del comune di Pescantina in provincia; è sede parrocchiale e fa parte della diocesi di Verona.

## Note

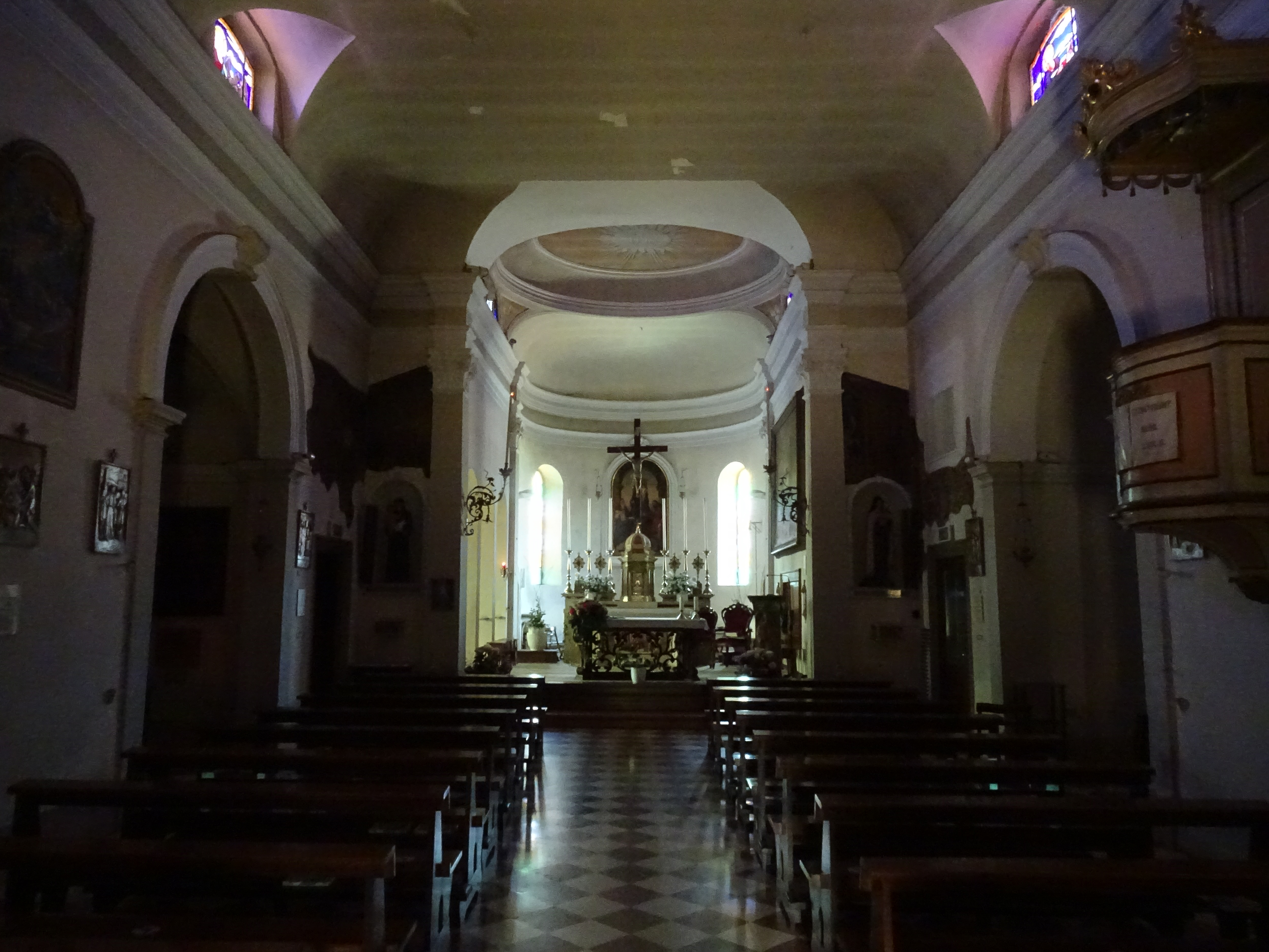
Interno